# Базиргян
Перевал Базиргян (азерб. Bəzirgan aşırımı) — горный перевал на Карабахском хребте. Расположен на границе Лачинского и Шушинского районов Азербайджана. Высота перевала — 1633 м.
Перевал находится в верховьях реки Базиргянсу — притока реки Акера. Склоны покрыты лесами.